# Sternopygidae
Los peces cuchillo de cristal son la familia Sternopygidae de peces de agua dulce, incluida en el orden Gymnotiformes, distribuidos por ríos y lagos de América del Sur. Su nombre procede del griego: sternon (pecho) + pyge (ano).

## Morfología
Aparte de los caracteres típicos de todo el orden, las especies de esta familia poseen las siguientes características morfológicas únicas en su orden: tienen múltiples filas de pequeños dientes en ambos maxilares, dándoles aspecto de cepillos; hueso infraorbital grande y similar a una bolsa, con arcos de hueso expandidos; no poseen aletas caudal ni dorsal, ni órgano dorsal; su cuerpo altamente comprimido a menudo es translúcido -de ahí su nombre común-.
La longitud del cuerpo varía entre especies de poco más de 10 cm a especies que pueden alcanzar 140 cm; poseen un órgano que produce descargas eléctricas de tipo tónico, caracterizado por una hiperpolarización monofásica a partir de una línea base con carga negativa.

## Hábitat
Muchas de las especies de esta familia están especializadas para vivir en canales de los ríos principales, donde se camuflan con su cuerpo translúcido. Son exclusivos del clima tropical, distribuyéndose desde el Río de la Plata (Argentina), en el sur, hasta el Río Tuira (Panamá), al norte de su área de distribución, con una enorme diversidad taxonómica de esta familia en la cuenca del Río Amazonas.

## Importancia
Existe poca explotación comercial de estas especies, aunque el género Eigenmannia es ecológicamente importante en muchos ríos de la Amazonia, en los que constituye una parte importante de su biomasa total, además de la importancia comercial de dos especies usadas en acuariología: Sternopygus macrurus y Eigenmannia virescens.

## Géneros y especies
Es poco estudiada la taxonomía de esta familia, pero se considera que existen 30 especies válidas, agrupadas en 5 géneros:
- Género Archolaemus (Korringa, 1970)
  - Archolaemus blax (Korringa, 1970)

- Género Distocyclus (Mago-Leccia, 1978)
  - Distocyclus conirostris (Eigenmann y Allen, 1942) - Anguila
  - Distocyclus goajira (Schultz, 1949)

- Género Eigenmannia (Jordan y Evermann, 1896)
  - Eigenmannia humboldtii (Steindachner, 1878)
  - Eigenmannia limbata (Schreiner y Miranda Ribeiro, 1903)
  - Eigenmannia macrops (Boulenger, 1897)
  - Eigenmannia microstoma (Reinhardt, 1852)
  - Eigenmannia nigra (Mago-Leccia, 1994)
  - Eigenmannia trilineata (López y Castello, 1966) - Señorita
  - Eigenmannia vicentespelaea (Triques, 1996)
  - Eigenmannia virescens (Valenciennes, 1836) - Anguila, Mayupa, Chucho, Ratón o Señorita

- Género Rhabdolichops (Eigenmann y Allen, 1942)
  - Rhabdolichops caviceps (Fernández-Yépez, 1968) - Anguila
  - Rhabdolichops eastwardi (Lundberg y Mago-Leccia, 1986) - Anguila
  - Rhabdolichops electrogrammus (Lundberg y Mago-Leccia, 1986)
  - Rhabdolichops jegui (Keith y Meunier, 2000)
  - Rhabdolichops lundbergi (Correa, Crampton y Albert, 2006)
  - Rhabdolichops navalha (Correa, Crampton y Albert, 2006)
  - Rhabdolichops nigrimans (Correa, Crampton y Albert, 2006)
  - Rhabdolichops stewarti (Lundberg y Mago-Leccia, 1986)
  - Rhabdolichops troscheli (Kaup, 1856) - Anguila
  - Rhabdolichops zareti (Lundberg y Mago-Leccia, 1986)

- Género Sternopygus (Müller y Troschel, 1849)
  - Sternopygus aequilabiatus (Humboldt, 1805)
  - Sternopygus arenatus (Eydoux y Souleyet, 1850)
  - Sternopygus astrabes (Mago-Leccia, 1994)
  - Sternopygus branco (Crampton, Hulen y Albert, 2004)
  - Sternopygus castroi (Triques, 1999)
  - Sternopygus macrurus (Bloch y Schneider, 1801) - Bío del río
  - Sternopygus obtusirostris (Steindachner, 1881)
  - Sternopygus pejeraton (Schultz, 1949)
  - Sternopygus xingu (Albert y Fink, 1996)